# Синхроно пливање на Летњим олимпијским играма 2008.
Синхроно пливање на Летњим олимпијским играма 2008. одржано је од 18. до 23. августа у Националналном центару за водене спортове у Пекингу. 
Такмичење се одржало у две дисциплине синхроног пливања за парове и екипе. Укупно је учествовало 8 екила и 24 пара са 96 спортиста из 24 земље.

## Квалификације

### Екипе
У екипној комкуренцији учествовало је 8 кваликикованх екипа.
| Турнир                           | Датум                           | Место          | Бр. места | Екипе                     |
| -------------------------------- | ------------------------------- | -------------- | --------- | ------------------------- |
| Домаћин                          | —                               | —              | 1         | Кина                      |
| Европски куп у синхроном пливању | 30. мај — 2. јун 2007.          | Рим            | 1         | Русија                    |
| Панамеричке игре 2007.           | 13. јула — 29. јула 2007.       | Рио де Жанеиро | 1         | Сједињене Америчке Државе |
| Афричко првенство                | 4. децембра — 5. децембра 2007. | Каиро          | 1         | Египат                    |
| Квалификациони турнир Океаније   | 19. јули — 22. јули 2007.       | Цирих          | 1         | Аустралија                |
| Олимпијски квалификациони турнир | 16. април — 20. април 2008.     | Пекинг         | 3         | Шпанија · Јапан · Канада  |
| Укупно                           |                                 |                | 8         |                           |

### Парови
У такмичењу парова учествовала су 24 квалификована пара.
| Турнир                                           | Датум                       | Место  | Бр. места | Држава |
| ------------------------------------------------ | --------------------------- | ------ | --------- | --- |
| Парови земаља квалификованих за екипно такмичење | —                           | —      | 8         | Аустралија · Египат · Шпанија · Канада · Кина · Русија · Сједињене Америчке Државе · Јапан                                                                                      |
| Квалификациони турнир Океаније                   | 19. јули — 22. јули 2007.   | Цирих  | 1         | Нови Зеланд |
| Олимпијски квалификациони турнир                 | 16. април — 20. април 2008. | Пекинг | 15        | Аустрија · Белорусија · Бразил · Уједињено Краљевство · Грчка · Израел · Италија · Казахстан · Северна Кореја · Мексико · Холандија · Украјина · Француска · Чешка · Швајцарска |
| Укупнп                                           |                             |        | 24        | |

## Календар
| Парови | Парови | Парови | К | К | Ф |  |   |   |
| Екипе  | Екипе  | Екипе  |   |   |   |  | К | Ф |

|  | Квалификације |  | Финале |

Сва такмичења ће почињала у 15,00 по локалном времену (UTC+8).

## Земње учеснице
| - Аустралија (8) - Аустрија (2) - Бразил (2) - Белорусија (2) - Чешка (2) - Египат (8) - Француска (2) - Грчка (2) | - Холандија (2) - Италија (2) - Израел (2) - Јапан (8) - Канада (8) - Казахстан (2) - Кина (8) - Мексико (2) | - Нови Зеланд (2) - Русија (8) - Северна Кореја (2) - Сједињене Америчке Државе (8) - Швајцарска (2) - Шпанија (8) - Украјина (2) - Уједињено Краљевство (2) |

- У загради се налази број такмичарки које се такмиче за ту земљу.

## Освајачи медаља
| Дисциплина | Злато | Злато  | Сребро | Сребро | Бронза | Бронза |
| Парови     | Анастасија Давидова · Анастасија Јермакова · Русија | 49,917 | Андреа Фуентес · Гема Менгвал · Шпанија | 49,500 | Сахо Харада · Емико Сузуки · Јапан                                                                                       | 48,917 |
| Екипно     | Анастасија Давидова · Анастасија Јермакова · Марија Громова · Наталија Ишченко · Елвира Хасјанова · Олга Кужела · Јелена Овчиникова · Ана Шорина · Светлана Ромашина · Русија | 99,500 | Алба Марија Кабељо · Ракел Корал · Андреа Фуентес · Гема Менгвал · Тајис Енрикез · Лаура Лопез · Хисела Морон · Ирина Родригез · Паола Тирадос · Шпанија | 98,251 | Гу Беибеи · Хуанг Сјуечен · Ђенг Тингтинг · Ђенг Венвен · Љу Оу · Луо Ћан · Суен Ћутинг · Ванг На · Џанг Сјаохуан · Кина | 97,334 |

## Биланс медаља
| Медаље земље домаћина |

|    | Држава     | Злато | Сребро | Бронза | Укупно |
| -- | ---------- | ----- | ------ | ------ | ------ |
| 1. | Русија     | 2     | 0      | 0      | 2      |
| 2. | Шпанија    | 0     | 2      | 0      | 2      |
| 3. | Јапан      | 0     |        | 1      | 1      |
| 3. | Кина       | 0     | 0      | 1      | 1      |
|    | Укупно (4) | 2     | 2      | 2      | 6      |